# Xiangliu (Mond)
Xiangliu ist der einzige bekannte Mond des Kuipergürtel-Asteroiden (225088) Gonggong. Sein mittlerer Durchmesser beträgt wohl weniger als 100 Kilometer.

## Entdeckung und Benennung
Xiangliu wurde am 18. September 2010 von Gábor Marton, Csaba Kiss (Konkoly-Observatorium, Budapest, Ungarn) und Thomas G. Müller (Max-Planck-Institut, Göttingen, Deutschland) bei Beobachtungen von Gonggong mit dem Hubble-Weltraumteleskop entdeckt. Durch die Aufnahmen ließen sich beide Komponenten des Systems als klar getrennt erkennen. Die Entdeckung wurde bei dem DPS48–Meeting am 17. Oktober 2016 bekanntgegeben, der Mond erhielt die vorläufige Bezeichnung S/2016 (225088) 1. Am 5. Februar 2020 wurde der Mond nach der neunköpfigen Schlange Xiangliu aus der chinesischen Mythologie benannt.

## Bahneigenschaften
Xiangliu umkreist (225088) Gonggong auf einer prograden Bahn in 15000 km Abstand zu dessen Zentrum (rund 20 Gonggong-Radien) innerhalb von 6 Tagen, was lediglich knapp 3,2 Eigendrehungen von (225088) Gonggong – wegen dessen ungewöhnlich langsamer Rotation – entspricht.
Eine doppelt gebundene Rotation ist aufgrund der weiten Umlaufbahn des Mondes auszuschließen.

## Physikalische Eigenschaften
Der Durchmesser von Xiangliu wird auf weniger als 100 km geschätzt. Die Bahndaten des Mondes konnten bisher noch nicht zur Massenbestimmung des Mutterasteroiden und des Mondes ausgenutzt werden. Nach den aktuellen Schätzungen hat der Asteroid eine Größe von 1230 km. Somit besitzt Xiangliu nicht ganz 10 % des Durchmessers von (225088) Gonggong.

## Erforschung
Nach der Entdeckung von (225088) Gonggong im Jahr 2007 ließ sich zunächst kein Mond ausmachen. Schließlich entdeckte man Xiangliu auf Fotos des Hubble-Weltraumteleskops von September 2010. Nach der Entdeckung wurde der Mond auch auf Bildern von 2009 ausgemacht. Zur Bestimmung genauerer Bahndaten und des physikalischen Aufbaus sind weitere Beobachtungen notwendig.